# Harry Veitch
Pour les articles homonymes, voir Veitch.
Sir Harry James Veitch (né le 24 juin 1840 à Exeter et mort le 6 juillet 1924 à Slough) est un éminent horticulteur anglais du XIXe siècle à la tête de la pépinière familiale, James Veitch & Sons, basée à Chelsea, à Londres.
Il joue un rôle déterminant dans la création de l'exposition florale de Chelsea, ce qui lui a valu d'être fait chevalier pour ses services à l'horticulture.